# 先天，后天
《先天，后天：基因、经验和什么使我们成为人》（英語：Nature Via Nurture: Genes, Experience, and What Makes us Human）是一本由英国科学记者马特·里德利所著的遗传学科普图书，2003年由哈珀柯林斯出版集团出版，获2004年的美国国家学院科学传播奖与英国皇家学会科学图书奖提名。